# 일반화 고유벡터
선형대수학에서, 일반화 고유벡터(영어: generalized eigenvector)는 비대칭 행렬의 대수적 중복도가 기하적 중복도와 일치하지 않을 때, 모자라는 고유벡터들을 대신하는 벡터들이다.

## 정의
복소 {\displaystyle n\times n} 정사각행렬 {\displaystyle A}의 고윳값 {\displaystyle \lambda _{i}}의 대수적 중복도가 {\displaystyle n_{i}}라고 하자. 그렇다면, 고윳값 {\displaystyle \lambda _{i}}의 일반화 고유벡터 {\displaystyle \mathbf {v} \in \mathbb {C} ^{n}}는 다음 성질을 만족시키는 벡터이다.
{\displaystyle (A-\lambda _{i})^{n_{i}}\mathbf {v} =\mathbf {0} }
모든 고유벡터는 일반화 고유벡터이지만, 만약 고윳값의 대수적 중복도가 기하적 중복도를 초과하면, 고유벡터가 아닌 일반화 고유벡터가 존재한다.

## 예
다음과 같은 행렬을 생각하자.
{\displaystyle A={\begin{pmatrix}1&1\\0&1\end{pmatrix}}}
{\displaystyle A}의 고윳값은 1밖에 없으며, 그 기하적 중복도는 1이지만 대수적 중복도는 2이다. 이 경우, {\displaystyle A}의 고유벡터는
{\displaystyle {\begin{pmatrix}1\\0\end{pmatrix}}}
하나밖에 없다. 이 경우,
{\displaystyle (A-I)^{2}=0}
이므로, 모든 벡터가 {\displaystyle A}의 일반화 고유벡터가 된다. 즉, {\displaystyle A}는 총 2개의 (선형독립) 일반화 고유벡터를 가지며, 그 가운데 하나는 고유벡터를 이룬다.